# Lee In-Jong
Lee In-Jong (2 de agosto de 1982) es una deportista surcoreana que compitió en taekwondo.
Ganó tres medallas de plata en el Campeonato Mundial de Taekwondo entre los años 2007 y 2013, y una medalla de oro en el Campeonato Asiático de Taekwondo de 2012. En los Juegos Asiáticos de 2006 consiguió una medalla de bronce.

## Palmarés internacional
| Campeonato Mundial  | Campeonato Mundial           | Campeonato Mundial | Campeonato Mundial |
| Año                 | Lugar                        | Medalla            | Categoría          |
| ------------------- | ---------------------------- | ------------------ | ------------------ |
| 2007                | Pekín (China)                | Medalla de plata   | –72 kg             |
| 2009                | Copenhague (Dinamarca)       | Medalla de plata   | –73 kg             |
| 2013                | Puebla (México)              | Medalla de plata   | –73 kg             |
| Juegos Asiáticos    |                              |                    |                    |
| Año                 | Lugar                        | Medalla            | Categoría          |
| 2006                | Doha (Catar)                 | Medalla de bronce  | –72 kg             |
| Campeonato Asiático |                              |                    |                    |
| Año                 | Lugar                        | Medalla            | Categoría          |
| 2012                | Ciudad Ho Chi Minh (Vietnam) | Medalla de oro     | –73 kg             |